# Estação Pueyrredón (Linha B do Metro de Buenos Aires)
A Estação Pueyrredón é uma das estações do Metro de Buenos Aires, situada em Buenos Aires, entre a Estação Pasteur - AMIA e a Estação Carlos Gardel. Faz parte da Linha B e faz integração com a Linha H através da Estação Corrientes.
Foi inaugurada em 22 de junho de 1931. Localiza-se no cruzamento da Avenida Corrientes com a Avenida Pueyrredón. Atende o bairro de Balvanera.

## Decoração
A estação tem um mural em sua plataforma sul, Los elementos, realizado por Juan Doffo em 1991, y outros dos murais do mesmo ano: um de Germán Gargano chamado Santuário, e outro de Ernesto Pesce titulado Subcielo de Buenos Aires